# Högskolan i Karlskrona/Ronneby
Högskolan i Karlskrona/Ronneby (HK-R) var en svensk statlig högskola som etablerades den 1 juli 1989. Högskolan hade sin verksamhet förlagd till både Karlskrona och Ronneby och fokuserade huvudsakligen på teknik, datalogi, ekonomi och samhällsplanering.

## Historia
HK-R grundades som en del av den svenska högskolereformen för att stärka högre utbildning och forskning i Blekinge. Under sitt första verksamhetsår hade högskolan cirka 1 000 studenter fördelade på 12 utbildningslinjer och ett 20-tal fristående kurser.

## Utbildning och forskning
HK-R profilerade sig inom ingenjörsutbildningar och hade en forskningsgrupp inom signalbehandling bestående av 7–8 personer. Högskolans forsknings- och forskarutbildningsverksamhet ansågs vara en viktig del av kvalitetsutvecklingen inom grundutbildningen samt för regionens utveckling.
Högskolan kännetecknades av ett nära samarbete med näringslivet inom utbildning, projekt och forskning. En särskild profil låg inom tillämpad informationsteknologi, där datorer och telekommunikation användes i olika sammanhang. Detta genomsyrade alla utbildningar inom teknik, ekonomi, språk och datavetenskap.

## Nedläggning och omorganisation
Under sommaren 2010 flyttades verksamheten i Ronneby till Karlskrona. Därefter kom utbildningsverksamheten att ingå i Blekinge tekniska högskola (BTH). Campus Ronneby fortsätter dock att erbjuda eftergymnasiala utbildningar i samarbete med andra högskolor, universitet och yrkeshögskolor.